# Spodnje Slemene
Spodnje Slemene este o localitate din comuna Šentjur, Slovenia, cu o populație de 11 locuitori.